# Ferdinand Daučík
Ferdinand Daučík (Ipolyság, 30 de maio de 1910 - 14 de novembro de 1986) foi um futebolista e treinador eslovaco que atuava como defensor.

## Carreira
Ferdinand Daučík fez parte do elenco da Tchecoslovaca nas Copas de 1934 e 1938, atuando em três partidas.

## Títulos
- Copa do Mundo: Vice - 1934